# Goedendag (bier)
Goedendag is een Belgisch bier van hoge gisting.
Het bier wordt gebrouwen in Brouwerij Toye te Marke. Het is een goudblond bier met een alcoholpercentage van 8%; licht fruitig met een zachte afdronk. 
De naam 'Goedendag' verwijst naar het wapen dat werd gebruikt tijdens de Guldensporenslag in Kortrijk.